# Chiroderma trinitatum
Chiroderma trinitatum је врста слепог миша из породице Phyllostomidae.

## Распрострањење
Ареал врсте Chiroderma trinitatum обухвата већи број држава. 
Врста је присутна у Бразилу, Венецуели, Перуу, Еквадору, Боливији, Суринаму, Колумбији, Панами, Гвајани, Тринидаду и Тобагу и Француској Гвајани.

## Станиште
Станиште врсте су шуме испод 1.000 метара надморске висине. Врста је присутна на подручју реке Амазон у Јужној Америци.

## Угроженост
Ова врста је наведена као последња брига, јер има широко распрострањење и честа је врста.